# Berresa turpis
Berresa turpis är en fjärilsart som beskrevs av George Francis Hampson 1894. Berresa turpis ingår i släktet Berresa och familjen nattflyn. Inga underarter finns listade i Catalogue of Life.